# Загидуллин, Шамиль Зарифович
Шами́ль Зари́фович Загиду́ллин (род. 14 августа 1944, г. Уфа, БАССР, РСФСР) — советский и российский терапевт, учёный и клиницист; педагог. Доктор медицинских наук, профессор, заслуженный деятель науки Российской Федерации и Республики Башкортостан.

## Биография

### Происхождение[1][2]
Шамиль Зарифович Загидуллин родился 14 августа 1944 г. в Уфе в семье врачей.
Дед Шамиля Зарифовича, Шакир Загидуллин, был родом из Казани. Отец-мулла отправил юношу в Москву изучать торговое дело. Шакир-абы стал экспертом по мехам и работал в Уфе управляющим у купца Абдуллатифа Хакимова (основателя медресе «Хакимия» и потомственного почётного гражданина Уфы). Ш. Загидуллин был настоящим зияли — просвещённым человеком, интеллигентом. Вместе с женой Минисарой они растили пятерых сыновей: Закира (служил прокурором), Зарифа, Мухамета (финансист, работал в тресте «Башмелиоводстрой»), Махмута (погиб на фронте во время Великой Отечественной войны) и Гали. После смерти супруги Шакир-абы женился вторично; во втором браке у него родилась дочь Марьям, она стала невропатологом.

Профессор З. Ш. Загидуллин выступает на конференции

Отец Ш. З. Загидуллина, Зариф Шакирович (14 [27] февраля 1904, Уфа — 4 августа 1982, там же), — терапевт, учёный и клиницист; педагог. Доктор медицинских наук, профессор, заслуженный врач РСФСР, заслуженный деятель науки БАССР. В 1934—1972 гг. работал в БГМИ (в 1956—1972 — заведующий кафедрой госпитальной терапии). В 1942 г. защитил кандидатскую диссертацию на тему «О некоторых гемодинамических изменениях при крупозной пневмонии». Защитил докторскую диссертацию на тему «Действие башкирских сернистых нефтей и их продуктов на сердечно-сосудистую систему рабочих нефтепромыслов и нефтеперерабатывающих заводов» (Казань, 1961). Автор 110 научных трудов, в том числе 2 монографий; при активном участии З. Ш. Загидуллина по итогам научно-практических конференций были выпущены 8 сборников трудов по актуальным вопросам терапии. Под руководством З. Ш. Загидуллина были защищены 5 докторских и 9 кандидатских диссертаций. Награждён двумя орденами «Знак Почёта» и шестью медалями.
Мать, Гайша Усмановна Загидуллина (девичья фамилия — Терегулова; 1903—1991), — терапевт. Работала заведующей отделением профессиональной патологии, затем — терапевтическим отделением в больнице Совета Министров БАССР.
Сестра Земфира Зарифовна (род. 1 декабря 1929) окончила школу № 3 г. Уфы (бывшую Мариинскую гимназию) и Московский государственный университет. Преподавала на кафедре татарской филологии Башкирского государственного университета. Её муж, Нариман Гилязетдинович Сабитов (1925—1971), — выдающийся башкирский композитор.

### Хроника профессиональной деятельности

С однокурсниками (выпуск лечебного факультета БГМИ 1967 г.) — ныне профессорами БГМУ. Справа налево: Ш. З. Загидуллин, зав. кафедрой госпитальной терапии № 2 Р. А. Давлетшин, зав. кафедрой детской хирургии А. А. Гумеров, зав. кафедрой неврологии Р. В. Магжанов, декан факультета лечебного и сестринского дела доцент У. Т. Аллабердин, зав. кафедрой общей гигиены Т. Р. Зулькарнаев

- 1951—1961: учёба в средней школе № 3 г. Уфы. Окончил школу с серебряной медалью;
- 1961—1967: учёба на лечебном факультете Башкирского медицинского института. Окончил вуз по специальности «Лечебное дело», получив диплом с отличием;
- 1967—1970: аспирант Института гигиены труда и профзаболеваний АМН СССР (ныне — НИИ медицины труда РАМН), г. Москва;
- 1970—1971: младший научный сотрудник Уфимского НИИ гигиены и профзаболеваний;
- январь 1971: защитил в Москве диссертацию на соискание учёной степени «кандидат медицинских наук», тема: «Сравнительная характеристика аллергенных свойств эпоксидных соединений и вопросы механизма их сенсибилизирующего действия»; научный руководитель — заведующая лабораторией иммунологии и аллергологии ИГТиП АМН СССР доктор медицинских наук, профессор Ольга Георгиевна Алексеева (род. 1924)[11];
- с 1971: работает на кафедре пропедевтики внутренних болезней с курсом физиотерапии Башкирского медицинского института / Башкирского государственного медицинского университета:
  - 1971—1978: ассистент,
  - 1978—1984: доцент,
  - с 1984: заведующий кафедрой;
- 1980: присвоено учёное звание «доцент»;
- 1992: защитил в Бишкеке диссертацию на соискание учёной степени «доктор медицинских наук», тема: «Эпидемиология болезней сердечно-сосудистой системы и органов дыхания и пути их профилактики среди населения крупного промышленного города»; научные консультанты — директор НИИ пульмонологии Минздрава РФ академик РАМН, профессор Александр Григорьевич Чучалин и заместитель директора по научной работе Государственного научно-исследовательского центра профилактической медицины Минздрава РФ доктор медицинских наук, профессор Георгий Сергеевич Жуковский (1935[12]—2009)[13];
- 1993: присвоено учёное звание «профессор».

## Научная и педагогическая деятельность

Профессора Ш. З. Загидуллин (в центре) и Н. Ш. Загидуллин (справа) со студентами и преподавателями кафедры

Профессор Шамиль Зарифович Загидуллин создал научную школу в области разработки методов диагностики, лечения и профилактики заболеваний органов дыхания и сердца, вопросов аллергологии, курортологии и восстановительной медицины.
Научная деятельность Ш. З. Загидуллина охватывает наиболее актуальные проблемы клиники внутренних болезней по следующим основным направлениям:
- эпидемиология и профилактика хронических неинфекционных заболеваний, геморрагической лихорадки с почечным синдромом;
- клиника, диагностика и лечение болезней органов дыхания и сердечно-сосудистой системы;
- научные основы санаторно-курортного лечения в Республике Башкортостан;
- разработка и внедрение новых медицинских технологий в области диагностики, лечения и реабилитации основных заболеваний терапевтического профиля.

На протяжении 15 лет профессор Ш. З. Загидуллин — учёный секретарь учёного совета университета; в течение трёх лет являлся председателем Итоговой государственной аттестационной комиссии на лечебном факультете. Он был организатором и председателем кандидатского диссертационного совета БГМУ по внутренним болезням, кардиологии и педиатрии (1997—2002), а после его реорганизации — заместителем председателя докторского диссертационного совета (до 2012), заместителем председателя проблемной комиссии БГМУ «Внутренние болезни».
Как региональный руководитель Ш. З. Загидуллин участвовал в Российских многоцентровых проектах по эпидемиологии ишемической болезни сердца (под эгидой ГНИЦ профилактической медицины Росздрава), хронической обструктивной болезни лёгких, изучению качества жизни больных бронхиальной астмой (НИИ пульмонологии Росздрава), международных клинических исследованиях новых лекарственных средств, руководил НИР по грантам Академии наук РБ, научным разделом республиканской программы «Диоксин». Материалы научно-исследовательских работ Шамиля Зарифовича использовались при создании республиканских целевых программ по профилактике неинфекционных заболеваний в РБ, лечению и профилактике геморрагической лихорадки с почечным синдромом, новым медицинским технологиям, развитию санаториев и курортов РБ.
Ш. 3. Загидуллин активно ведёт совместную работу с органами здравоохранения. В течение многих лет он являлся председателем научного общества терапевтов Республики Башкортостан, с 1982 года — руководитель клиники терапии (на 500 коек) многопрофильной городской клинической больницы № 21 г. Уфы, на базе которой функционируют 4 городских центра терапевтического профиля. Являясь главным внештатным пульмонологом Минздрава РБ, проводит большую организационно-методическую работу по оптимизации пульмонологической службы в республике. Вносит лепту в развитие курортологии в республике, будучи научным руководителем санатория «Красноусольск», организатором региональных научно-практических конференций по курортологии и физиотерапии. Возглавляемая им кафедра неоднократно занимала в БГМУ призовые места по итогам научной работы и совместной работы с органами здравоохранения.
Профессор Ш. З. Загидуллин — автор около 800 научных работ, в числе которых 15 монографий и 4 изобретения. Член редакционных советов шести медицинских журналов (в их числе — «Казанский медицинский журнал»; «Болезни органов дыхания»; «Новые медицинские технологии», г. Санкт-Петербург; «Медицинский вестник Башкортостана»; «Российские медицинские вести», г. Москва). Член правления Российского респираторного общества, член Европейского респираторного общества.
Под научным руководством профессора Шамиля Зарифовича Загидуллина и при его научном консультировании подготовлены и защищены свыше 50 кандидатских и 8 докторских диссертаций. Среди его наиболее известных учеников-докторантов:
- доктор медицинских наук, профессор Ганцева Халида Ханафиевна (род. 1948), заслуженный работник высшей школы РФ. Заведующий кафедрой внутренних болезней БГМУ;[14][15]
- доктор медицинских наук, профессор Загидуллин Искандар Мухаметович (род. 1948), заслуженный врач РФ и БАССР. С 1984 — главный терапевт Министерства здравоохранения БАССР/РБ, с 1996 — генеральный директор ГУП «Башфармация», с 2007 — профессор кафедры терапии и общей врачебной практики с курсом гериатрии ИПО БГМУ;[16][17]
- доктор медицинских наук, профессор Зулкарнеев Рустэм Халитович (род. 1965[18]);[19][20]
- доктор медицинских наук, профессор Идрисова Лия Туляковна (род. 1963);[21][22]
- доктор медицинских наук Мазитов Фаяз Харисович (род. 1954), заслуженный врач РБ. Директор ГУП Санаторий «Красноусольск»;[23][24][25]
- доктор медицинских наук, профессор Назифуллин Виль Лутфиевич (род. 1950[26]), почётный работник высшего профессионального образования Российской Федерации. Заведующий кафедрой терапии и сестринского дела с уходом за больными БГМУ.[27][28]

## XXI Национальный конгресс по болезням органов дыхания[29]

Академик РАМН А. Г. Чучалин и профессор Ш. З. Загидуллин (справа) в период подготовки Конгресса

С 25 по 28 октября 2011 г. в Уфе прошёл XXI Национальный конгресс по болезням органов дыхания — первый подобный медицинский и научный форум в истории Башкортостана. В его работе приняли участие 800 делегатов, представлявших все регионы России; общее число участников превысило 4800 человек. Президентом конгресса был профессор Ш. З. Загидуллин.
В день открытия Конгресса к его участникам обратился президент Республики Башкортостан Рустэм Хамитов — с речью более аналитической, нежели торжественной. Он адресовал специалистам вопросы о повышении эффективности вложения ресурсов в здравоохранение и проблеме роста пульмонологической заболеваемости, как ни странно, в экологически чистых районах республики.
Работа Конгресса проходила одновременно в 7 залах Конгресс-холла и в аудитории корпуса № 10 БГМУ. В первый день форума прошли 19 школ пульмонолога по актуальным проблемам болезней органов дыхания. За остальные дни работа Конгресса включила 62 симпозиума, 2 интернет-сессии, 20 лекций ведущих специалистов, 2 круглых стола, клинические разборы и т. п.
По итогам Конгресса академик А. Г. Чучалин от имени Российского респираторного общества выразил признательность организаторам форума за успешное проведение его научной и культурной программ.
Прежде всего отмечу очень высокий статус конгресса… С лекциями на конгрессе выступили ученые из США, Бельгии, Германии, Норвегии и Франции… из Москвы, Санкт-Петербурга, Новосибирска, Самары, Саратова, Казани, Томска, Сахалина, Владимира, Перми, Омска, Краснодара, Сургута и других регионов. …Я читал саркоидоз в последний день в 8 утра и зал был полон. Хочется отметить живой интерес собравшихся, выраженную обратную связь, множество вопросов и желание общаться по интернету. — Заведующий кафедрой фтизиопульмонологии Казанского ГМУ профессор А. А. Визель, президент XVII Национального конгресса по болезням органов дыхания.

## Признание[33][34]
- 1991: Заслуженный врач БАССР;

Президент РБ М. Г. Рахимов поздравляет Ш. З. Загидуллина с присвоением звания «Заслуженный деятель науки РФ». 2009

- 1999: Заслуженный деятель науки Республики Башкортостан;[35]
- 2003: Отличник здравоохранения Российской Федерации;
- 2003: Почётный работник высшего профессионального образования Российской Федерации;
- 2009: Заслуженный деятель науки Российской Федерации;[36]
- 2010: награждён Памятным знаком Российского респираторного общества — «за многолетний вклад в развитие респираторной медицины»;
- 2011: лауреат премии по медицине им. Г. Н. Терегулова Академии наук РБ — за работу «Разработка и внедрение инновационных методов диагностики, лечения и восстановительной терапии социально значимых заболеваний сердечно-сосудистой системы и болезней органов дыхания»;[37]
- 2024: награждён орденом Дружбы народов (Республика Башкортостан).[38]

## Наиболее известные научные работы

### Статьи
1. О гуморальных антигаптенных антителах при контактной аллергии. / Вестник дерматологии и венерологии. — 1971, № 9. — С. 33—36. — Соавт.: О. Г. Алексеева, С. Г. Барголова;
2. Аллергические заболевания у медицинских работников Башкирской АССР. / Казанский медиицинский журнал. — 1975, № 4. — С. 41—49. — Соавт.: Р. Г. Фархутдинов;
3. Участие Башкирского медицинского института в разработке проблем клиники внутренних болезней. / Казанский медицинский журнал. — 1976, № 1. — С. 45—48. — Соавт.: Р. Г. Фархутдинов, Н. Г. Бикбулатов;
4. Санаторий Юматово [Раздел в методическом пособии]. / Монография «Методическое пособие организации санаторно-курортного лечения в санаториях профсоюзов Башкирии». — Уфа, 1981. — С. 154—174. — Соавт.: Л. Г. Баимбетов;
5. Секреция инсулина и толерантность к глюкозе у больных хроническим бронхитом и бронхиальной астмой. / Казанский медицинский журнал. — 1987, № 4. — С. 297—298. — Соавт.: Т. В. Моругова;
6. Эпидемиология ишемической болезни сердца и некоторых факторов риска в различных регионах СССР (кооперативное исследование). / В сборнике: «Эпидемиология ишемической болезни сердца и атеросклероза в различных регионах страны (кооперативное исследование)». — Таллин, 1989. — С. 73—74. — Соавт.: В. В. Константинов, Г. С. Жуковский;
7. Характеристика питания мужского населения Уфы. / Вопросы питания. — 1990, № 6. — С. 38—41. — Соавт.: Р. М. Хамидуллина, Г. С. Жуковский, В. В. Константинов;
8. О проведении выездной сессии НИИ пульмонологии МЗ РСФСР. / Пульмонология. — 1991, № 3.— С. 62—63;
9. Эпидемиология ишемической болезни сердца и её связь с основными факторами риска среди мужского населения в некоторых городах СССР (кооперативное исследование). / Терапевтический архив. — 1991, № 1. — С. 11—14. — Соавт.: В. В. Константинов, Г. С. Жуковский, Д. Б. Шестов;
10. Критерии жизнедеятельности сердечно-мышечной ткани в эксперименте и клинике. / Морфология. — 1997, № 4. — С. 18—22. — Соавт.: Р. Ф. Ибрагимова, Р. К. Данилов;
11. Пролиферация, дифференциация и гибель кардиомиоцитов при воздействии антиоксидантов. / Морфология. — 1997, № 5. — С. 50—54. — Соавт.: И. Ф. Ибрагимова, Р. К. Данилова;
12. Основные показатели здоровья населения РБ. / Бюллетень НИИ социальной гигиены им. Семашко. — 1997, № 2. — С. 25—28. — Соавт.: И. Ф. Ибрагимова, И. М. Харисова;
13. Опыт использования хемилюминесцентных методов исследования крови и мочи на курорте «Янгантау». / Здравоохранение Башкортостана. — 1997. — Соавт.: Р. Р. Фархутдинов, А. Р. Акбашев;
14. Клиника, диагностика и лечение тяжелой формы геморрагической лихорадки с почечным синдромом, осложненной острой почечной недостаточностью. / Терапевтический архив. — 1997, № 11. — С. 26—30. — Соавт.: И. М. Загидуллин, Е. И. Гермаш;
15. Хемилюминесценция крови при терминальной стадии хронической почечной недостаточности у больных на программном гемодиализе. / Эфферентная терапия. — 1997, т. 3, № 4. — С. 22—26. — Соавт.: О. Е. Молодцова, Р. Р. Фархутдинов, С. Н. Ожгихин;
16. Влияние некоторых гепатотропных растений на процессы свободнорадикального окисления в модельных системах и в эксперименте. / Эфферентная терапия. — 1998, т. 4, № 2. — С. 39—42. — Соавт.: М. А. Рыжикова, Р. Р. Фархутдинов, С. В. Сибиряк;
17. Сравнительный анализ влияния антибиотиков на свободно-радикальное окисление. / Бюллетень экспериментальной биологии и медицины. — 1998, № 3. — С. 297—299. — Соавт.: Н. Ф. Абдрашитова, Р. Р. Фархутдинов, Ф. Х. Камилов;
18. Иммунные основы патогенеза, иммунодиагностики и иммунотерапия при аллергической патологии легких. / Уфа, Иммунопрепарат, 1999. — С. 30.— Соавт.: Ю. А. Медведев, М. М. Алсынбаев;
19. Научные труды, опубликованные по результатам научных исследований на курорте «Красноусольский». Библиографический указатель. / Уфа, 1999. — 18 с. — Соавт.: В. Ф. Мазитов, Н. А. Васильев, А. А. Белкина;
20. Иммунореабилитация больных хроническим бронхитом в условиях бальнеологического курорта. / Уральский вестник курортологии, физиотерапии, реабилитации. — 1999, № 2—3. — С. 88—93. — Соавт.: В. Л. Назифуллин, И. Ш. Хурамшин;
21. Эффективность санаторно-курортной иммунореабилитации кумысолечением больных хроническим бронхитом. / Уральский вестник курортологии, физиотерапии, реабилитации. — 1999, № 2—3. — С. 93—99. — Соавт.: В. Л. Назифуллин, Р. В. Ахмадуллин;
22. Методика дифференцированного лечения больных ревматоидным артритом с использованием естественных паротерминальных ванн курорта «Янгантау» [Методические рекомендации]. / Уральский вестник курортологии, физиотерапии, реабилитации. — 1999, № 2—3. — С. 155—158. — Соавт.: Х. Х. Ганцева, Л. А. Козлова;
23. Влияние водных извлечений из некоторых растений на процессы свободно-радикального окисления. / Экспериментальная и клиническая токсикология. — 1999, № 2. — С. 36—38. — Соавт.: Р. Р. Фархутдинов, М. А. Рыжикова, С. А. Сибиряк;
24. О патогенезе дивертикулярной болезни. / Казанский медицинский журнал. — 2000, № 1. — С. 33—35. — Соавт.: В. М. Тимербулатов, Д. И. Мехдиев;
25. Опыт лечения дивертикулярной болезни толстой кишки. / Казанский медицинский журнал. — 2000, № 2. — С. 125—128. — Соавт.: В. М. Тимербулатов, Д. И. Мехдиев;
26. Социологический анализ потребителей лекарственных средств, применяемых при лечении пневмоний. / Здравоохранение Башкортостана. — 2000, № 3. — С. 17—19. — Соавт.: Г. Ф. Лозовая, С. Р. Арутюнян;
27. Аппаратно-программное обеспечение объемной калибровки импедантной пневмограммы. / Медицинская техника. — 2001, № 1. — С. 45—47. — Соавт.: Р. Х. Зулкарнеев, Л. М. Бакусов;
28. Хемилюминесценция фагоцитов крови детей с микотической легочной патологией. / Медицинская иммунология. — 2001, т. 3, № 2. — С. 228.— Соавт.: Р. Р. Фархутдинов, Ю. А. Медведев;
29. Особенности экспрессии активных форм кислорода клетками крови у больных хроническим бронхитом. / Терапевтический архив. — 2001, № 3. — С. 45—48. — Соавт.: Р. Р. Фархутдинов, Л. М. Абдрахманова;
30. Влияние плазмафереза на железо-индуцированную хемилюминесценцию сыворотки крови у больных с бронхиальной астмой. / Эфферентная терапия. — 2001, т. 7, № 1. — С. 35—39. — Соавт.: Р. Р. Фархутдинов, У. Р. Фархутдинов;
31. Эффективность лазеротерапии у больных неспецифическими заболеваниями легких. / Клиническая медицина. — 2001, № 8. — С. 40—43. — Соавт.: Р. Р. Фархутдинов, У. Р. Фархутдинов;
32. Совершенствование лекарственного обеспечения больных гастроэнтерологического профиля. / Новая аптека. — 2001, № 11. — С. 11—18. — Соавт.: Г. Ф. Лозовая, В. В. Петров;
33. Методические подходы к совершенствованию лекарственного обеспечения больных с заболеваниями органов пищеварения. / Экономический вестник фармации. — 2002, № 8. — С. 31—35. — Соавт.: Г. Ф. Лозовая, В. В. Петров;
34. Методика мониторинга дыхательного паттерна у больных бронхиальной астмой. / Пульмонология. — 2003, № 3. — С. 89—91. — Соавт.: Р. Х. Зулкарнеев, С. А. Коликова;
35. Функциональное состояние сердечно-сосудистой системы у больных гемобластозами. / Гематология и трансфузиология. — 2003, № 2. — С. 18—20. — Соавт.: С. М. Мукминова, А. Б. Бакиров;
36. Методика неинвазивного мониторинга дыхательного паттерна у больных бронхиальной астмой. / Пульмонология. — 2003, № 3. — С. 89—92. — Соавт.: Р. Х. Зулкарнеев, С. А. Коликова, С. М. Каюмова;
37. Endothelin induces differentiation of ANP-EGFP expressing embryonic stem cells towards a pacemaker phenotype. Журнал «FASEB». — Natig Gassanov, Fikret Er, Naufal Zagidullin, and Uta C.Hoppe;
38. Dynamies of breathing and heart rate in patients with bronchial asthma and normal FEV1 Pulmonology. 14 — th National Congress of Lung Diseases. — 2004, № 827. — P. 216.— R. H. Zoulkarneev, M. S. Arslanova;
39. The study of genetic susceptibility to bronchial asthma in Bashkortostan. Pulmonology. 14 — th National Congress of Lung Diseases. — 2004, № 711. — P. 187.— A. R. Izmaylova, A. S. Karunas;
40. Полиморфные варианты генов провоспалительных цитокинов как маркеры предрасположенности к хронической обструктивной болезни легких. / Пульмонология. — 2004, № 5. — С. 17—22. — Соавт.: Д. Г. Янбаева, О. Н. Байнак, Т. В. Викторова;
41. Роль гликозаминогликанов и дислипидемии в патогенезе диабетической нефропатии. / Здравоохранение Башкортостана. — 2005, № 5. — С. 47—52. — Соавт.: И. В. Моругова, Т. В. Моругова;
42. Обмен гликозаминогликанов у больных сахарным диабетом с диабетической нефропатией. / Сахарный диабет. — 2005, № 1. — С. 34—36. — Соавт.: И. В. Моругова;
43. Вариабельность сердечного ритма у больных бронхиальной астмой. / Болезни органов дыхания (СПб). — 2005, т. 1, № 2. — С. 14—18. — Соавт.: Р. Х. Зулкарнеев, М. С. Арсланова, В. И. Бакирова, Л. М. Каюмова;
44. Исследование качества жизни больных бронхиальной астмой. / Болезни органов дыхания. — 2005, т. 1, № 1. — С. 45—49. — Соавт.: Г. Ю. Ежова, О. А. Суховская;
45. Комплексная физиотерапия дисциркуляторной энцефалопатии. / Физиотерапия, бальнеология и реабилитация. — 2006, № 2. — С. 23—26. — Соавт.: А. Г. Галлямов;
46. О генезисе природных лечебных факторов курорта «Красноусольск». / Вопросы курортологии, физиотерапии и лечебной физкультуры (Москва). — 2007, № 2. — С. 33—36. — Соавт.: Р. Ф. Абдрахманов, Ф. Х. Мазитов;
47. Проблемы управления санаторно-курортным комплексом. Мехатроника, автоматизация, управление. / Новые технологии. — 2007, № 9. — С. 17—21. — Соавт.: Б. Г. Ильясов, Ф. Х. Мазитов;
48. Роль патологического зубца Q в диагностике Q-инфаркта миокарда при проведении неинвазивного ЭКГ-картирования. / Казанский медицинский журнал. — 2007, № 3.— С. 209—214 .— Соавт.: Р. Х. Загидуллин, Н. Ш. Загидуллин;
49. Статины и их антиаритмическая активность. / Кардиоваскулярная терапия и профилактика. — 2007, № 8. — С. 116—121. — Соавт.: Н. Ш. Загидуллин, G. Michels;
50. Перспективы создания биологических пейсмекеров. / Вестник Российской военно-медицинской академии. — 2007, приложение 2 (18). — С. 59—62. — Соавт.: Н. Ш. Загидуллин;
51. Анализ ассоциации полиморфных вариантов генов цитокинов с бронхиальной астмой в республике Башкортостан. / Цитокины и воспаление (Москва). — 2007, № 4, т. 6. — С. 22—27. — Соавт.: А. С. Карунас, А. Р. Измайлова, Э. К. Хуснутдинова;
52. Приверженность терапии статинами. / Кардиоваскулярная терапия и профилактика (Москва). — 2008, № 7 (1). — С. 107—111. — Соавт.: Н. Ш. Загидуллин;
53. Комплаенс при терапии статинами. / Проблемы женского здоровья. — 2008, № 1, т. 3. — С. 57—61. — Соавт.: Н. Ш. Загидуллин;
54. Ассоциация полиморфных вариантов генов ферментов матриксных металлопротеаз и антипротеаз с развитием и тяжестью течения хронической абструктивной болезни легких. / Пульмонология. — 2008, № 1. — С. 33—38. — Соавт.: Г. Ф. Корытина, Л. З. Ахмадишина;
55. Возможности конструкции биологических водителей ритма сердца при поражении синусового узла. / Медицинский вестник Башкортостана. — 2008, № 1, т. 3. — С. 51—56. — Соавт.: Н. Ш. Загидуллин;
56. Снижение частоты сердечных сокращений при стабильной стенокардии напряжения: В-адреноблокаторы и f-ингибиторы. / Клиническая фармакология и терапия (Москва). — 2008, № 1—5. — С. 80—84. — Соавт.: Н. Ш. Загидуллин, G. Michels, U. Hoppe;
57. Клинические исследования. / Лечащий врач. — 2008, № 3. — С. 23—29. — Соавт.: Н. Ш. Загидуллин;
58. Ренессанс диуретической терапии для индапамида в пролонгированной форме. / Лечащий врач. — 2008, № 3. — С. 88—90. — Соавт.: Н. Ш. Загидулин;
59. Управление санаторно-курортным комплексом на основе системных законов и принципов. / Вопросы курортологии, физиотерапии и лечебной физкультуры и медицины. — 2008. — С.36—38. — Соавт.: А. Н. Разумов, Ф. Х. Мазитов;
60. Санаторно-курортный комплекс как сложный объект управления. / Вопросы курортологии, физиотерапии и лечебной физкультуры и медицины. — 2008. — С. 43—46. — Соавт.: А. Н. Разумов, Ф. Х. Мазитов, Б. Г. Ильясов;
61. Значение картирования поверхности сердца при монососудистом поражении коронарных сосудов. / Человек и его здоровье. — 2008, № 3. — С. 50—56. — Соавт.: В. В. Плечев;
62. Поражение легких при геморрагической лихорадке с почечным синдромом. / Аллергология и иммунология. — 2008, № 2. — С. 62. — Соавт.: Г. А. Мухаметдинова, Р. М. Фазлыева;
63. Клиника, диагностика тяжелой формы геморрагической лихорадки с почечным синдромом. Часть 1. / Новые Санкт-Петербургские врачебные ведомости. — 2008, № 4. — С. 16—21. — Соавт.: В. И. Гермаш, Е. А. Ткаченко;
64. Возможности безопасной комбинированной терапии у лиц с артериальной гипертензией и метаболическим синдромом. / Артериальная гипертензия. — 2008, т. 14, № 4. — С. 391—396. — Соавт.: Н. Ш. Загидуллин;
65. Возможности безопасной комбинированной терапии у лиц с артериальной гипертензией и метаболическим синдромом: исследование STAR-LET. / Артериальная гипертензия. — 2008, т. 14, № 4.— Соавт.: Н. Ш. Загидуллин;
66. Особенности фармакологического воздействия на симпатический тонус и частоту сердечных сокращений при сердечно-сосудистых заболеваниях. / Кардиоваскулярная терапия и профилактика. — 2009, т. 8, № 2. — С. 89—94. — Соавт.: Н. Ш. Загидуллин;
67. Возможности применения f-ингибиторов в клинической практике. / Consilium Medicum. — 2009, т. 11, № 1. — С. 1—3. — Соавт.: Р. Х. Зулкарнеев;
68. Лечение тяжелой формы геморрагической лихорадки с почечным синдромом. / Новые Санкт-Петербургские врачебные ведомости. — 2009, № 1. — С. 20—25. — Соавт.: И. М. Загидуллин, С. Н. Ожгихин, Е. И. Гермаш;
69. Электрофизиологическая характеристика кардиоспецифических изоформ If канала. / Казанский медицинский журнал. — 2009, № 2. — С. 20—25. — Соавт.: Н. Ш. Загидуллин;
70. Особенности антигипертензивной терапии у курильщиков. / Артериальная гипертензия. Издание Кёльнской университетской клиники. — Кёльн, ФРГ. — 2009. — С. 516—523. — Соавт.: Н. Ш. Загидулин, Н. Гассанов;
71. Минеральные воды Башкортостана. / Вопросы курортологии, физиотерапии и лечебной физкультуры. — 2009, № 2. — С. 43—44. — Соавт.: Р. Ф. Абдрахманов, Ф. Х. Мазитов, Е. Р. Абдрахманова;
72. Возможности применения ингибиторов ангиотензинпревращающего фермента при поражении периферических артерий. / Кардиология. — 2010, № 4. — С. 92—96. — Соавт.: Н. Ш. Загидуллин, К. Ф. Валеева, А. Г. Резбаева;
73. Значение дисфункции эндотелия при сердечно-сосудистых заболеваниях и методы её медикаментозной коррекции. / Кардиология. — 2010, № 5. — С. 54—60. — Соавт.: Н. Ш. Загидуллин, К. Ф. Валеева, Н. Гассанов;
74. Вклад Д. И. Татаринова в исследования этиопатогенеза геморроя. / Колопроктология. — 2010, № 3 (33). — С. 48—49. — Соавт.: В. М. Тимербулатов, М. В. Тимербулатов;
75. Антитромбогенная активность сосудистой стенки у гормонозависимых больных бронхиальной астмой. / Медицинский вестник Башкортостана. — 2010, № 5. — С. 74—77. — Соавт.: О. Н. Гумерова, Э. Т. Аминова;
76. Изменения показателей эндогенной интоксикации у больных геморрагической лихорадкой с почечным синдромом, осложненной острой почечной недостаточностью, при комплексном лечении с применением диализной терапии. / Медицинский вестник Башкортостана. — 2010, № 4. — С. 141—144. — Соавт.: С. Н. Ожгихин, Е. И. Гермаш;
77. Влияние комбинации ивабрадина и сальбутамола на сердечный ритм у больных ХОБЛ и ИБС. / Врач. — 2010, № 2. — С. 49—50. — Соавт.: Р. Х. Зулкарнеев, Г. Абдрахманова, Н. Ш.З агидуллин;
78. Качество жизни больных бронхиальной астмой молодого возраста. / Болезни органов дыхания. — 2010, № 1. — С. 28—33. — Соавт.: Г. Ю. Ежова, О. А. Суховская;
79. Возможности применения блокатора рецепторов к ангиотензину лозартана при комбинированной терапии артериальной гипертензии. / Consilium medicum. — 2010, № 1. — Соавт.: Н. Ш. Загидуллин;
80. Особенности лечения больных, перенесших инсульт, в терапевтической практике. / Справочник поликлинического врача. — 2010, № 8. — С. 29—32. — Соавт.: Н. Ш. Загидуллин;
81. Значение дисфункции эндотелия при сердечно-сосудистых заболеваниях и методы её медикаментозной коррекции. / Кардиология. — 2010, № 5. — С. 54—60. — Соавт.: Н. Ш. Загидуллин, К. Ф. Валеева, Н. Гассанов;
82. Блокирование РААС системы: антиаритмический эффект. / Российские медицинские вести. — 2011, № 1. — С. 23—31. — Соавт.: Н. Ш. Загидуллин, К. Ф. Валеева;
83. Роль предгипертонии в развитии артериальной гипертензии и возможности её фармакологической коррекции. / Российские медицинские вести. — 2011, № 1. — С. 13—18. — Соавт.: Н. Ш. Загидулин;
84. Влияние комбинации ивабрадина и сальбутамола на сердечный ритм у больных с ХОБЛ и ИБС. / Врач. — 2011, № 3. — С. 48—50. — Соавт.: Р. Х. Зулкарнеев, Г. Абдрахманова, Н. Ш. Загидуллин;
85. Возможности применения f-ингибитора ивабрадина при синусовых тахикардиях. / Врач. — 2011, № 7. — С. 40—43. — Соавт.: Н. Ш. Загидуллин, Е. Травникова;
86. Ингибиторы ангиотензин-превращающего фермента в континууме лечения ишемической болезни сердца. / Российские медицинские вести. — 2011, т. XVI, № 4. — С. 61—66. — Соавт.: Н. Ш. Загидуллин;
87. Дабигатран- новый подход к профилактике тромбоэмюлических осложнений. / Травматология и ортопедия России. — 2011, № 3. — С. 80—83. — Соавт.: Т. Б. Минасов, Б. Ш. Минасов, Н. Ш. Загидуллин;
88. Заместительная почечная терапия при лечении острой почечной недостаточности у больных тяжелой формой геморрагической лихорадки с почечным синдромом. / Практическая медицина. — 2011, № 1—3. — С. 75—76. — Соавт.: И. М. Загидулин, В. И. Никуличева;
89. Электрофизиологические свойства и регуляция кардиального пейсмекерского канала If/H If/HCN. / Практическая медицина. — 2011, № 1—3. — С. 76—77. — Соавт.: Н. Ш. Загидуллин;
90. Роль медицинского факультета Казанского государственного университета в подготовке врачебных кадров Башкортостана. / Практическая медицина. — 2011, № 1—3. — С. 77—78. — Соавт.: А. У. Киньябулатов;
91. Возможности применения f-ингибитора при синусовых тахикардиях. / Врач. — 2011, № 12. — С. 32—37. — Соавт.: Н. Ш. Загидуллин;
92. Итоги 21 Национального Конгресса по болезням органов дыхания. / Пульмонология. — 2011, № 6. — С. 121—123;
93. Ivabradine Prevents Heart Rate Acceleration in Patients with Chronic Obstructive Pulmonary Disease and Coronary Heart Disease after Salbutamol Inhalation. Pharmaceuticals 2012, 5 (4), 398—404. — Rustem Zulkarneev, Naufal Zagidullin, Guzel Abdrahmanova, Uta Hoppe;
94. Хронологические особенности острых отравлений в Республике Башкортостан. / Современные проблемы науки и образования. — 2012, № 3. — Соавт.: Н. Х. Хафизов, М. М. Шарипова;
95. Многофакторный анализ смертности от острых отравлений в Республике Башкортостан. / Российские медицинские вести. — 2012, т. XVII, № 1. — С. 57—62. — Соавт.: Н. Х. Хафизов, Н. Ш. Загидуллин;
96. Возможности использования картирования поверхности сердца при хирургическом лечении ИБС. / Современные проблемы науки и образования (электронный журнал). — 2012, № 3. — Соавт.: Б. И. Загидуллин, Р. Р. Хафизов, Н. Ш. Загидуллин;
97. Значение картирования поверхности сердца при полисосудистом поражении коронарных сосудов. / Фундаментальные исследования. — 2012, № 5 (часть 2). — С. 295—299. — Соавт.: Б. И. Загидуллин, Р. Р. Хафизов, Н. Ш. Загидуллин;
98. Нейросетевая модель диагностики инфаркта миокарда. / Российский кардиологический журнал. — 2012, № 6.— Соавт.: Б. И. Загидуллин, А. М. Нагаев, Н. Ш. Загидуллин;
99. Перспективны применения новых биомаркеров в диагностике острого коронарного синдрома. / Практическая медицина. — 2012, № 6. — С. 34—39. — Соавт.: Р. Р. Хафизов, Б. И .Загидуллин;
100. Турбулентность ритма сердца как предиктор сердечно-сосудистой смерти. / Практическая медицина. — 2012, № 6. — С. 39—43. — Соавт.: Д. Ф. Гареева, Б. И. Загидуллин;
101. Модуляция пейсмекерного тока b-субъединицей калиевых каналов KCNE2. / Российские медицинские вести. — 2012, том XVII, № 4. — С. 44—49. — Соавт.: Н. Ш. Загидуллин, И. Ш. Сагитов;
102. Изучение качества жизни у пациентов с обострением бронхиальной астмы. / Медицина и образование в Сибири. — 2012, № 1. — Соавт.: Е. С. Галимова, О. А. Суховская, Г. Ю. Ежова;
103. Особенности клинического течения и причины возникновения острых аллергических реакций. / Современные проблемы науки и образования (электронный научный журнал). — 2012, № 5.— Соавт.: Э. Ф. Хантемерова, Г. М. Нуртдинова;
104. Поражения легких при геморрагической лихорадке с почечным синдромом- случайность или закономерность? / Современные проблемы науки и образования (электронный научный журнал). — 2012, № 1.— Соавт.: Г. А. Мухетдинова, Р. М. Фазлыева;
105. Выпускник медицинского факультета Императорского Казанского университета М. С. Кулаев — председатель Башкирского правительства и организатор здравоохранения Татарской АССР. / Казанский медицинский журнал. — 2012, № 2. — Соавт.: К. Ш. Зыятдинов, А. У. Киньябулатов;
106. Выпускник медицинского факультета Императорского Казанского университета, организатор здравоохранения Башкирской АССР, заслуженный врач РСФСР Н. Н. Байтеряков ./ Казанский медицинский журнал. — 2012, № 2. — Соавт.: К. Ш. Заятдинов, А. У. Киньябулатов, Н. Х. Шарафутдинова, Т. З. Аминов;
107. Разработка и внедрение инновационных методов диагностики, лечения и восстановительной терапии социально-значимых заболеваний сердечно-сосудистой системы и болезней органов дыхания. / Вестник Академии наук Башкортостана. — 2012, № 6. — Соавт.: Р. Х. Зулкарнеев, Н. Ш. Загидуллин;
108. Распространенность и структура острых отравлений в Республике Башкортостан. / Токсикологический вестник. — 2012, июль-август, № 4. — Соавт.: Н. Х. Хафизов, Г. Д. Минин;
109. Нарушение функциональной активности лейкоцитов у больных хронической обструктивной болезнью легких тяжелой стадии. / Уральский медицинский журнал. — 2012, № 9 (101). — С. 33—36. — Соавт.: В. И. Никуличева, В. В. Гайнитдинова;
110. Нейросетевая модель диагностики инфаркта миокарда. / Российский кардиологический журнал. — 2012, № 6 (98). — С. 51—54. — Соавт.: Б. И. Загидуллин, И. А. Нагаев, Н. Ш. Загидуллин;
111. Частота сердечных сокращений как фактор сердечно-сосудистого риска. / Вестник Российской военно-медицинской академии. — 2012, № 4. — С. 45—48. — Соавт.: Е. О. Травникова, Б. И. Загидуллин, Н. Ш. Загидуллин;
112. Оценка качества жизни у пациентов с обострением бронхиальной астмы. / Пульмонология. — 2013, № 1. — С. 49—53. — Соавт.: Е. С. Галимова, О. А. Суховская, Г. Ю. Ежова;
113. Показатели смертности от острых отравлений в Республике Башкортостан. / Токсикологический вестник. — 2013, № 1.— Соавт.: Н. Х. Хафизов, Н. Х. Зулкарнеев;
114. Компьютерная томография в диагностике хронической обструктивной болезни легких. / Электронный научный журнал «Современные проблемы науки и образования». — 2013, № 6. — С. 113.— Соавт.: Ю. В. Бурдюк, О. Н. Гумерова, Ю. Г. Азнабаева;
115. Современные возможности регуляции ритма сердца при ишемической болезни сердца. / Российский кардиологический журнал. — 2013, № 5. — С. 61—65. — Соавт.: Н. Ш. Загидуллин, Д. Ф. Гареева;
116. Половозрастная структура контингента лиц, перенесших острые отравления. / Практическая медицина. — 2013, № 5. — С. 34—38. — Соавт.: Н. Х. Хафизов, Н. Ш. Загидуллин, М. М. Шарипова;
117. Ассоциация полиморфных локусов генов молекул иммунного ответа с развитием и прогрессированием хронической обструктивной болезни легких. / Практическая медицина (Казань). — 2013, № 5 (74). — С. 61—67. — Соавт.: Ю. В. Бурдюк, Г. Ф. Корытина;
118. Исследование ассоциации полиморфных вариантов гена бета2-адренергического рецептора с бронхиальной астмой у русских. / Практическая медицина (Казань). — 2013, № 5 (74). — С. 116—120. — Соавт.: Ю. Ю. Федорова, А. С. Карунас, Р. Р. Мурзина;
119. Прямые доказательства проведения кальция через пейсмекерный канал. / Российский физиологический журнал им. И. М. Сеченова. — 2013, т. 99, № 10. — С. 1175—1180. — (ВАК + международные базы цитирования). — Соавт.: Н. Ш. Загидуллин, В. Н. Цыган.

### Монографии
1. Эпоксидные соединения [Раздел в монографии]. / В книге: Экспериментальный аллергический контактный дерматит. Раздел 4 главы. // М., Медицина, 1970. — С. 137—148;
2. Основные показатели заболеваемости населения крупного города [Монография]. // Уфа, 1996. — 172 с. — Соавт.: И. М. Харисова, Л. В. Голубев;
3. Ультразвуковая диагностика острых заболеваний органов брюшной полости и забрюшинного пространства. Руководство для врачей. // Уфа, 1999. — 90 с. — Соавт.: В. М. Тимербулатов, Д. И. Мехдиев;
4. Характеристика болезней сердечно-сосудистой системы среди населения крупного города [Монография]. // Уфа, 1999. — 102 с. — Соавт.: И. М. Харисова, С. В. Шагарова, М. В. Матвеева;
5. Комплексное лечение и реабилитация больных в санатории «Зеленая Роща» [Монография]. // Уфа, 1999. — 120 с. — Соавт.: Р. М. Исхаков, З. Г. Кашаева;
6. Курорт «Ассы» [Монография]. // Уфа, 1999. — 77 с. — Соавт.: Х. Х. Ганцева, С. Г. Фаттахутдинов;
7. Интегральная электрокардиотопография [Монография]. // Уфа-Тверь, 2000. — 80 с. — Соавт.: В. Ф. Шакиров, Н. М. Макарьева, Н. М. Муратов;
8. Атлас пространственно-временной характеристики заболеваемости населения республики Башкортостан [Монография]. // Уфа, 2000. — 98 с. — Соавт.: И. М. Харисова, А. Ф. Халикова, С. В. Павлов;
9. Лимфаденопатия. Руководство для врачей. // Уфа, 2001. — 264 с. — [Под редакцией В. М. Никуличевой; авторский коллектив];
10. Состояние сердечно-сосудистой системы у больных гемобластозами [Монография]. // Уфа, 2003. — Соавт.: А. Б. Бакиров, С. Ф. Мукминова;
11. Комплексное лечение и реабилитация больных в санатории «Красноусольск» [Монография]. // Уфа, 2004. — 136 с. — Соавт.: Ф. Х. Мазитов, Л. Т. Гильмутдинова;
12. Болезни органов дыхания. Справочник по скорой медицинской помощи. // Уфа, 2006. — С. 94—104. — Соавт.: Р. Х. Зулканреев;
13. Лечебные грязи курорта «Красноусольск» (генезис, альгофлора, показания к применению) [Монография]. // Уфа, 2007. — 150 с. — Соавт.: Ф. Б. Шкундина, Ф. Х. Мазитов, Г. М. Салимова;
14. Состояние сердечно-сосудистой системы у больных хроническим миелолейкозом [Монография]. // Уфа, 2007. — 150 с. — Соавт.: А. Б. Бакиров, Г. Мурзина;
15. Состояние сердечно-сосудистой системы у больных множественной миеломой. / Уфа, Гилем, 2007. — Соавт.: А. Б. Бакиров, Г. Р. Мурзина;
16. Справочник по скорой медицинской помощи. Раздел IV «Болезни органов дыхания». // Уфа, 2007. — С. 71—78. — Авторский коллектив;
17. Боль в клинической практике [Монография]. // Уфа, Вагант, 2011. — 186 с. — Соавт.: Л. Р. Ахмадеева, Э. Н. Ахмадеева, Е. В. Багаутдинова, Н. М. Блинова, Н. А. Власова, Н. Ш. Загидуллин.

### Патенты и рационализаторские предложения
1. Устройство для биоэнергетического воздействия на акупунктурную систему. — Патент № 021—553 от 23.10.91. — Соавт.: Б. Г. Ильясов, Л. М. Бакусов, Х. Х. Ганцева;
2. Способ дифференциальной вектор-кардиографии. — Патент на изобретение № 2136206, 1999. — Соавт.: Н. Ш. Загидуллин, В. Ф. Шакиров, Н. Х. Хафизов, Р. Р. Фатхулисламов;
3. Способ диагностики Q-инфаркта миокарда при неинвазивном электрокардиографическом картировании поверхности сердца. — Патент на изобретение № 2315556 от 27.12.2008. — Соавт.: Н. Ш. Загидуллин, Р. Х. Зулкарнеев;
4. Программа нейросетевого моделирования NEUROCART. — Свидетельство о регистрации № 2006610615 от 17.07.2008. — Соавт.: Н. Ш. Загидуллин, И. Н. Калагин, В. И. Булаев;
5. Способ обработки результатов электрокардиотопографического исследования. — Удостоверение на рационализаторское предложение № 1927 от 03.06.98, БГМУ. — Уфа. — Соавт.: В. Ф. Шакиров, Р. Ф. Фаткулисламов, Л. Е. Ахмедова;
6. Эффективность внутривенного лазерного облучения крови в комплексном лечении алкогольных посткоматозных поражений. Учебно-методические рекомендации для врачей. — Уфа, 1998. — 20 с. — Соавт.: Д. А. Еникеев, Л. Т. Идрисова, Ф. М. Байрамгулов;
7. Способ лечения бронхиальной астмы, сочетающейся с рефлюксэзофагитом. — Удостоверение на рационализаторское предложение № 1910 от 24.04.1998, БГМУ. — Уфа. — Соавт.: О. В. Галимов, Е. С. Галимова, М. А. Нуртдинов;
8. Способ физиотерапевтического лечения остеохондроза позвоночника. — Удостоверение на рационализаторское предложение № 1980 от 16.11.1998, БГМУ. — Уфа. — Соавт.: А. Г. Галлямов, Р. Г. Валеев;
9. Способ лечения деформирующего остеоартроза. — Удостоверение на рационализаторское предложение. — Уфа, 1999. — Соавт.: А. Г. Галлямов, Р. Г. Валеев;
10. Способ измерения активности перекисного окисления липидов у пациентов с рефлюкс-эзофагитом. — Рационализаторское предложение от 03.09.2003. — Соавт.: О. В. Галимов, А. Ф. Тулупов, Е. С. Галимова, В. О. Ханов, А. Ф. Габидуллина.

### Сборники материалов научно-практических конференций под редакцией Ш. З. Загидуллина
1. Природные и немедикаментозные факторы в ускорении здоровья населения и профилактике заболеваний [Тезисы республиканской научно-практической конференции]. / Под ред. Н. С. Казыханова, Ш. З. Загидуллина. — Уфа, Башкирское издательство, 1989;
2. Нетрадиционные методы лечения и профилактики заболеваний [Тезисы докладов республиканской научно-практической конференции]. / Под ред. Н. С. Казыханова, Ш. З. Загидуллина. — Уфа, Башкирский совет по управлению курортами профсоюзов, 1990;
3. Санаторно-курортное лечение как этап оздоровления трудящихся [Тезисы докладов межрегиональной научно-практической конференции]. / Под ред. Н. С. Казыханова, Ш. З. Загидуллина. — Уфа, БМИ, 1991;
4. Вопросы использования санаторно-курортных факторов в укреплении здоровья, реабилитации и профилактике заболеваний населения Республики Башкортостан [Материалы республиканской конференции]. / Под ред. Ш. З. Загидуллина, Н. С. Казыханова. — Уфа, Объединение «Башкортостанкурорт», 1993;
5. Актуальные вопросы курортологии и физиотерапии [Материалы к межрегиональной научно-практической конференции, посвященной 60-летию курорта «Янгантау»]. / Под общ. ред. Ш. З. Загидуллина. — Уфа, Полиграфкомбинат, 1997;
6. Актуальные вопросы курортологии и фтизиотерапии [Материалы к межрегиональной научно-практической конференции, посвященной 75-летию курорта «Красноусольск»]. / Под ред. Ш. З. Загидуллина. — Уфа, Полиграфкомбинат, 1999;
7. Современные проблемы курортологии и восстановительной медицины на региональном уровне [Материалы научно-практической конференции в рамках Всероссийского форума «Здравница-2007»]. / Российский научный центр восстановительной медицины и курортологии Росздрава [и др.]; под ред. Ш. З. Загидуллина и Ф. Х. Мазитова. — Уфа, Информреклама, 2007.

## Семья, досуг
Жена Ш. З. Загидуллина — Земфира Фаритовна Алимбекова (род. 29 июля 1947), офтальмохирург. Окончила БГМИ. В 1971—2001 гг. работала в Уфимском НИИ глазных болезней, в том числе начмедом; в течение 10 лет заведовала отделением глаукомы и катаракты. С 2002 г. — главный врач ОАО «Оптимед», г. Уфа. Кандидат медицинских наук (тема диссертации: «Современные подходы к хирургическому лечению катаракт при первичной открытоугольной глаукоме» — Москва, 1999). Заслуженный врач РБ.
Дочь Айгуль Шамилевна Загидуллина (род. 18 ноября 1973) — офтальмолог. В 1997 г. с отличием окончила БГМУ. Защитила кандидатскую диссертацию на тему «Повреждение зрительного нерва при черепно-мозговой травме» (Уфа, 2002). Доцент, заведующая курсом института последипломного образования кафедры офтальмологии с курсом ИПО БГМУ.
Сын Науфаль Шамилевич Загидуллин (род. 1 января 1977) — терапевт, учёный и клиницист; педагог. Доктор медицинских наук, профессор кафедры пропедевтики внутренних болезней БГМУ. В 2000 г. окончил БГМУ с отличием. Защитил кандидатскую диссертацию на тему: «Электрическое поле сердца в норме, при некоторых сердечно-сосудистых заболеваниях и разработка нейросетевой модели диагностики инфаркта миокарда» (Челябинск, 2001). Докторская диссертация: «Характеристика и регуляция кардиального пейсмекерного канала If/HCN, разработка научных подходов к созданию биологических пейсмекеров» (Санкт-Петербург, Военно-медицинская академия, 2009). Награждён золотой медалью РАН для молодых учёных (2009). Лауреат премии по медицине им. Г. Н. Терегулова Академии наук РБ (2011). Обладатель гранта Президента РФ для государственной поддержки молодых российских учёных — докторов наук по направлению «Медицина» на 2014 г.
На протяжении многих лет Ш. З. Загидуллин интересуется классической музыкой, живописью и музыкальным театром. Любимые композиторы — Бетховен, Моцарт, Чайковский, Малер. В изобразительном искусстве его пристрастия связаны с итальянским Ренессансом, золотым веком голландской живописи (Рембрандт) и импрессионизмом (Дега). В Москве центром притяжения для Шамиля Зарифовича стал Большой зал консерватории. Оказавшись по работе или на отдыхе в любом городе Европы, он обязательно посещает художественный музей. Любит оперу и балет.